# Muskeldystrophie Becker-Kiener
Die Muskeldystrophie Becker-Kiener, auch Muskeldystrophie Becker, benannt nach dem Erstbeschreiber Peter Emil Becker, ist eine genetische Erkrankung, die zur Gruppe der Muskeldystrophien gehört. Die Erkrankung betrifft aufgrund eines X-chromosomalen Erbganges fast ausschließlich männliche Personen und tritt mit einer Häufigkeit von ca. 1:20.000 auf. Etwa ein Drittel der Erkrankten haben eine Neumutation. Wie bei der Muskeldystrophie Duchenne ist das Gen auf dem X-Chromosom, das das Muskelstrukturprotein Dystrophin kodiert, defekt. Dabei kommt es im Gegensatz zur Duchenne-Dystrophie nicht zu einem Rasterschub, so dass ein vermindert funktionstüchtiges Protein gebildet wird. Aufgrund der Bildung dieses „Restproteins“ ist der Verlauf gutartiger als bei der Duchenne-Muskeldystrophie. Das Erkrankungsalter ist im Mittel später, meist im Schulkindalter (Streuung vom 2. bis zum 30. Lebensjahr). Auch hier ist vor allem die Beckengürtel- und später die Schultergürtelmuskulatur betroffen. Aufgrund der Umwandlung von Skelettmuskulatur in Fett- und Bindegewebe erscheint die Muskulatur trotz Schwäche meist nicht atroph. Der Verlauf ist sehr variabel, die Mehrzahl der Betroffenen kann aber ein relativ normales Leben führen. Die Lebenserwartung ist bei ungünstigerem Verlauf auf etwa 40 Jahre reduziert, kann aber auch annähernd normal sein. Komplikationen treten unter Umständen durch eine Kardiomyopathie ein.
Die Diagnostik beruht auf Anamnese und Familienanamnese, klinischer Untersuchung, erhöhter Creatinkinase im Serum, einem myopathischen Muster in der Elektromyographie sowie dem Nachweis von typischen Umbauvorgängen in einer Muskelbiopsie. Eine genetische Diagnostik ist möglich. Die Muskeldystrophie Becker-Kiener kann nicht geheilt werden; in der symptomatischen Therapie kommt der Physiotherapie eine wichtige Rolle zu.